# Trechmannellidae
De Trechmannellidae zijn een familie van uitgestorven tweekleppigen uit de orde Hippuritida.